# Hochfrequenzmesstechnik
Die Hochfrequenzmesstechnik (auch Hochfrequenz-Messtechnik; kurz: HF-Messtechnik) ist ein Teilgebiet der Hochfrequenztechnik und damit eines der Gebiete der Ingenieurwissenschaften, nämlich der Elektrotechnik. Sie befasst sich mit Theorie und Praxis der Messtechnik für elektromagnetische Signale im Hochfrequenzbereich, also insbesondere bei Frequenzen ab etwa 3 MHz bis etwa 30 THz und noch darüber hinaus.

## Hochfrequenzmessgeräte
Von zentraler Bedeutung für die HF-Messtechnik sind geeignete HF-Messgeräte. Dazu gehören insbesondere HF-Signalgeneratoren, Leistungsmesser, Frequenzzähler, Spektrumanalysatoren und Netzwerkanalysatoren. Diese dienen der messtechnischen Überprüfung von elektrischen Bauelementen, wie Spulen und Kondensatoren, HF-Komponenten wie von Oszillatoren, Verstärkern, Richtkopplern und Isolatoren, aber auch zur Prüfung ganzer Anlagen, wie Sendeanlagen für Rundfunk oder Fernsehen, zur Messung der Datenhaltigkeit von HF-Empfangsgeräten, wie beispielsweise Handys oder Smartphones, und zur messtechnischen Charakterisierung von Antennen, wie Parabol- oder Yagi-Antennen.

## Hersteller
Namhafte Hersteller von HF‑Messgeräten sind beziehungsweise waren Agilent, Anritsu, Hewlett Packard (HP), Keysight, Rohde & Schwarz (R&S) und Wiltron.